# Iván Óbolo
Mauro Iván Óbolo (Arroyito, 28 september 1981) is een Argentijns voetballer. Momenteel speelt hij bij Vélez Sársfield.

## Statistieken

### Jeugdcarrière
| seizoen   | club              | land       | competitie       | wed. | goals |
| --------- | ----------------- | ---------- | ---------------- | ---- | ----- |
| 1987-1996 | Cultural Arroyito | Argentinië |                  |      |       |
| 1996      | Boca Juniors      | Argentinië | Primera División |      |       |
| 1997-1998 | Vélez Sársfield   | Argentinië | Primera División |      |       |

### Profcarrière
| seizoen   | club               | land       | competitie       | wed. | goals |
| --------- | ------------------ | ---------- | ---------------- | ---- | ----- |
| 1999-2006 | Vélez Sársfield    | Argentinië | Primera División | 42   | 8     |
| 2001-2002 | Belgrano (huur)    | Argentinië | Primera División | 37   | 8     |
| 2002-2003 | Piacenza (huur)    | Italië     | Serie B          | 7    | 0     |
| 2004-2005 | Lanús (huur)       | Argentinië | Primera División | 32   | 5     |
| 2005-2006 | Burgos (huur)      | Spanje     | Tercera División | 36   | 9     |
| 2006-2007 | Arsenal de Sarandí | Argentinië | Primera División | 37   | 9     |
| 2007-2010 | AIK                | Zweden     | Allsvenskan      | 74   | 24    |
| 2010-2012 | Arsenal de Sarandí | Argentinië | Primera División | 76   | 27    |
| 2012-...  | Vélez Sársfield    | Argentinië | Primera División | 9    | 2     |